# Socarnoides illudens
Socarnoides illudens är en kräftdjursart som beskrevs av Hurley 1963. Socarnoides illudens ingår i släktet Socarnoides och familjen Lysianassidae. Inga underarter finns listade i Catalogue of Life.